# البطولة الوطنية المجرية 1940–41
البطولة الوطنية المجرية 1940–41 (بالمجرية: 1940–1941-es magyar labdarúgó-bajnokság)‏ هو الموسم 38 من  البطولة الوطنية المجرية. أشرف على تنظيمه اتحاد المجر لكرة القدم، وكان عدد الأندية المشاركة فيه  14، وفاز فيه نادي فيرينتسفاروشي.